# Agesandrida
Agesandrida o Egesandrida, figlio di Agesandro o Egesandro (in greco antico: Ἀγησανδρίδας o Ἡγησανδρίδας?; Sparta, V secolo a.C. – dopo il 408 a.C.) è stato un ammiraglio spartano.

## Biografia

### In Eubea
Agesandro è menzionato per la prima volta da Tucidide come membro dell'ultima ambasciata mandata da Sparta ad Atene prima dello scoppio della guerra del Peloponneso.
Agesandrida, invece, venne nominato comandante di una flotta di 42 navi destinata a provocare delle rivolte in Eubea.
La notizia che gli Spartani di Agesandrida erano stati avvistati anche fuori dall'Eubea nel momento in cui, ad Atene, i Quattrocento stavano costruendo un forte nell'Eezioneia, che dominava Il Pireo, e Teramene usò questa notizia a vantaggio di questo progetto.
Tucidide pensa che questo movimento possa essere stato veramente concertato cogli oligarchi ateniesi, ma afferma anche che è molto più probabile che Agesandrida abbia semplicemente pensato di approfittare delle discordie tra gli Ateniesi.

### Battaglia di Eretria
In seguito la flotta spartana doppiò capo Sunio, dirigendosi nel porto di Oropo; allarmati, gli Ateniesi prepararono frettolosamente la flotta presente in porto, che ammontava a 36 navi. Gli equipaggi delle nuove navi, però, non avevano mai remato insieme; uno stratagemma degli abitanti di Eretria riuscì a far allontanare gli Ateniesi dalle navi, dando poi il segnale convenuto ad Agesandrida che, perciò, ottenne una vittoria tanto facile quanto importante: gli Ateniesi persero 22 navi e tutta l'Eubea, tranne Oreo, si ribellò al loro dominio.
Secondo Tucidide, gli Ateniesi furono ancora più costernati per questa sconfitta che per il fallimento della spedizione in Sicilia; se i nemici non fossero stati così lenti, avrebbero potuto ottenere una vittoria definitiva.

### Altre azioni
Agesandrida, intanto, dovette andare a rinforzare la flotta di Mindaro, che era stata sconfitta a Cinossema; le 50 navi inviate, però, furono perse in una tempesta davanti al monte Athos, perlomeno secondo quanto riferito da Eforo di Cuma nella Bibliotheca historica di Diodoro Siculo. Ricevuta la notizia, Agesandrida si recò nell'Ellesponto colle navi rimaste. Nell'Ellesponto, infatti, Agesandrida appare all'inizio delle Elleniche di Senofonte, dove si racconta che vi sconfisse un piccolo squadrone comandato da Timocare, suo avversario anche ad Eretria.
In seguito è menzionato solo un'altra volta, come comandante dello squadrone che era stanziato sulla costa Tracia, nel 408 a.C. Dopo non se ne sa più nulla.